# Kupang (stadsgemeente)
Stad Kupang is gelegen op West-Timor, en is de hoofdstad van de provincie Oost-Nusa Tenggara.

## Geografie
Stad Kupang, ook wel Kupang (stadsgemeente) en Kota Kupang in het Indonesisch genoemd, is gelegen op het zuidwestelijke deel  van West-Timor en is onderverdeeld in zes districten. Het bestuurscentrum is gevestigd in het district Kelapa Lima. De districten zijn de volgende: Alak, Kelapa Lima, Kota Raja, Kota Lama, Maulafa, Oebobo. Zie ook bijgaand kaartje.
De oppervlakte van Stad Kupang bedraagt 180,3 km². De zes districten zijn onderverdeeld in 51 subdistricten. De stad wordt omsloten door regentschap Kupang, waarvan het bestuurscentrum de stad Oelamasi in het district Kupang Timur is.

## Demografie
Er wonen 441.565 mensen in Stad Kupang en de dichtheid is 2.449 inwoners/km². Opgave: 2020. Het percentage protestanten bedraagt 64,0%. De verdere percentages zijn: 21,1% katholiek, 14,4% moslim, 0,52% hindoe en 0,04% boeddhist.

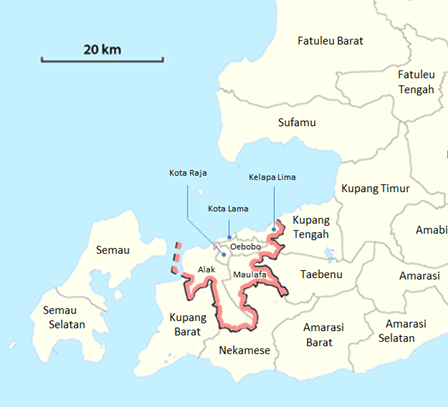
Stad Kupang en zijn districten (West-Timor).

## Geschiedenis
De baai van Kupang werd als de beste natuurlijke haven van het hele eiland beschouwd.  In vroege tijden al kwamen hier handelaren om sandelhout te kopen en vanaf de 16e eeuw kwamen hier ook Portugese handelaren.  Hier werd toen een klein Portugees fort gebouwd, maar dit werd veroverd door de Nederlander Apollonius Schotte.  Echter, hij gaf de basis al in 1616 op en liet er 50 soldaten achter. In 1640 werd aan de baai een Nederlandse post opgericht.  In 1642 bekeerde de vorst van Kupang zich tot het christendom en sloot een verbond met de Portugezen.  Deze bouwden opnieuw een eenvoudig fort. In 1644 mislukten twee Nederlandse aanvallen, waarvan de tweede met 300 soldaten en met ondersteuning van een groot aantal huurlingen. Vervolgens bouwden de Dominicanen onder António de São Jacinto in 1647 een nieuw fort. In 1649 werd kapitein-majoor Francisco Carneiro de nieuwe commandant van het fort.  In 1653 vernietigden de Nederlanders het Portugese fort, maar ze konden opnieuw verdreven worden. Op 27 januari 1656 veroverden de Nederlanders uiteindelijk Kupang met een sterke strijdmacht bestaande uit Europeanen en Indiërs, onder generaal Arnold De Vlamingh van Outshoorn. De Vlamingh achtervolgde de Portugezen en hun Topasse-bondgenoten onder António da Hornay tot aan het dorp Amarasi, waar het tot een zware strijd kwam, en waarbij De Vlamingh 170 europese soldaten verloor. Hij besloot om zich terug te trekken uit Kupang, en de Nederlandse invloedssfeer bleef beperkt tot de baai van Kupang.  Tot 1688 sloot de Verenigde Oost-Indische Compagnie (VOC) contracten af met de vijf kleine heersers in dit gebied, de “vijf trouwe bondgenoten” Sonbai Kecil, Amabi, Kupang-Helong, Amfo'an en Taebenu.  In dat jaar werd het Portugese fort Kupang definitief veroverd. Het fort werd omgedoopt tot Concordia. Het bondgenootschap tussen de VOC en de Timorese bondgenoten was zeer bestendig.  Gedurende deze tijd deden er zich slechts twee opstanden voor, die werden ontketend  door Timorezen: in 1678 sloot de Raja Ama Besi van Kupang een verbond met de pro-Portugese Amarasi om de opvolger van zijn troon aan te vallen. En in 1744 kwam een onderhorige edelman in opstand tegen de Raja van Kupang.
In 1697 plunderden Franse piraten de vesting. Later overvielen ze Lifau, verder naar het noorden. In 1749 mislukte een poging van de Portugezen en de topassen, een gemengd Portugees-Maleise bevolking, om Kupang te heroveren. Deze strijd staat bekend als de Slag bij Penfui. Er sneuvelden veel Topasse-strijders, en de meeste inheemse rijken van West-Timor keerden zich af van de Portugezen en onderwierpen zich aan de Nederlanders.
William Bligh bereikte de plaats Kupang met zijn volgelingen op 14 juni 1789, nadat hij overboord gezet was bij de muiterij op de Bounty.
In 1797 probeerden de Britten Kupang te bezetten omdat men vreesde dat Frankrijk zich hier zou gaan vestigen. De Britten werden verdreven door de Nederlandse commandant, die daarbij geholpen werd door de lokale bevolking en slaven. Maar tijdens de Napoleontische oorlogen, in 1811, slaagden de Britten erin om Kupang te bezetten. In 1812 werd de Britse controle uitgebreid tot heel Nederlands-West-Timor.  Pas na de terugkeer van Oranje op de Nederlandse troon kregen de Nederlanders op 7 oktober 1816 officieel hun timorese bezittingen terug.
In 1917 werden de gebieden van de “vijf trouwe bondgenoten” verenigd tot de regio Kupang, met zelfbestuur en een Raja aan het hoofd. De nieuwe Raja kwam uit de familie Nisnoni, een tak van de Sonba'i.
In februari 1942 was Kupang een van de eerste doelen van de Japanse invasie van Timor.
In 1949 telde het Kupang-gebied 49.168 inwoners. In 1955 maakte de indonesische centrale regering een einde aan de lokale monarchie in Kupang.

## Voorzieningen
Vermeldingswaard zijn de Katholieke Universiteit Widya Mandira en de Universitas Nusa Cendana. En de Democratische Republiek Oost-Timor heeft er een consulaat-generaal.

## Geboren en/of woonachtig in Kupang
- Eddie B. Wahr (1952), Nederlands cabaretier.

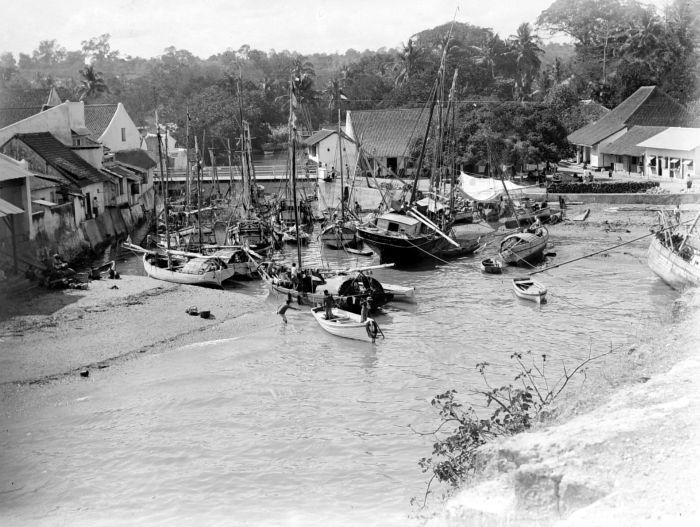
Haven van Kupang in 1912.
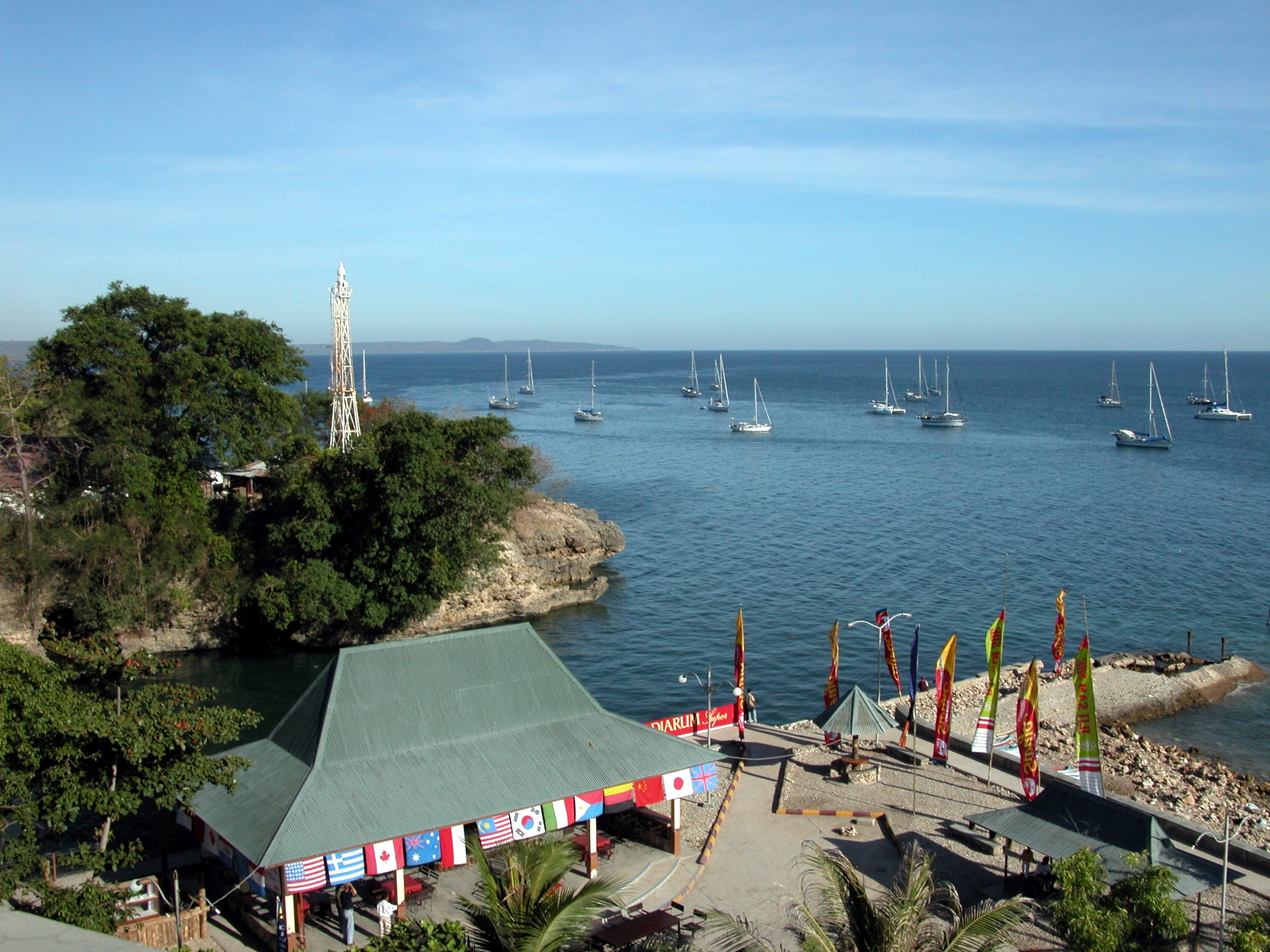
De vuurtoren en haven van Kupang.
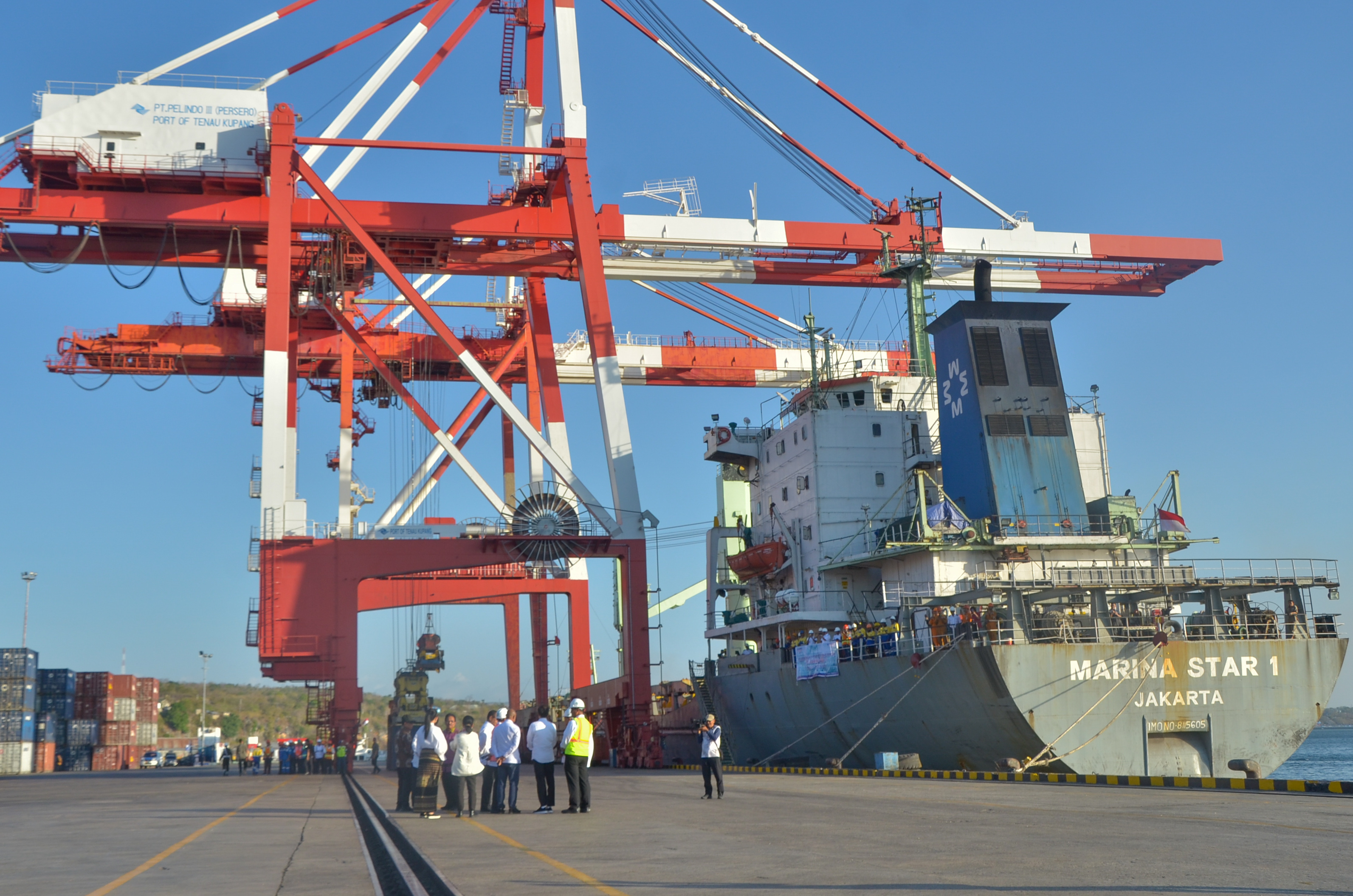
Tenau, haven bij Stad Kupang.
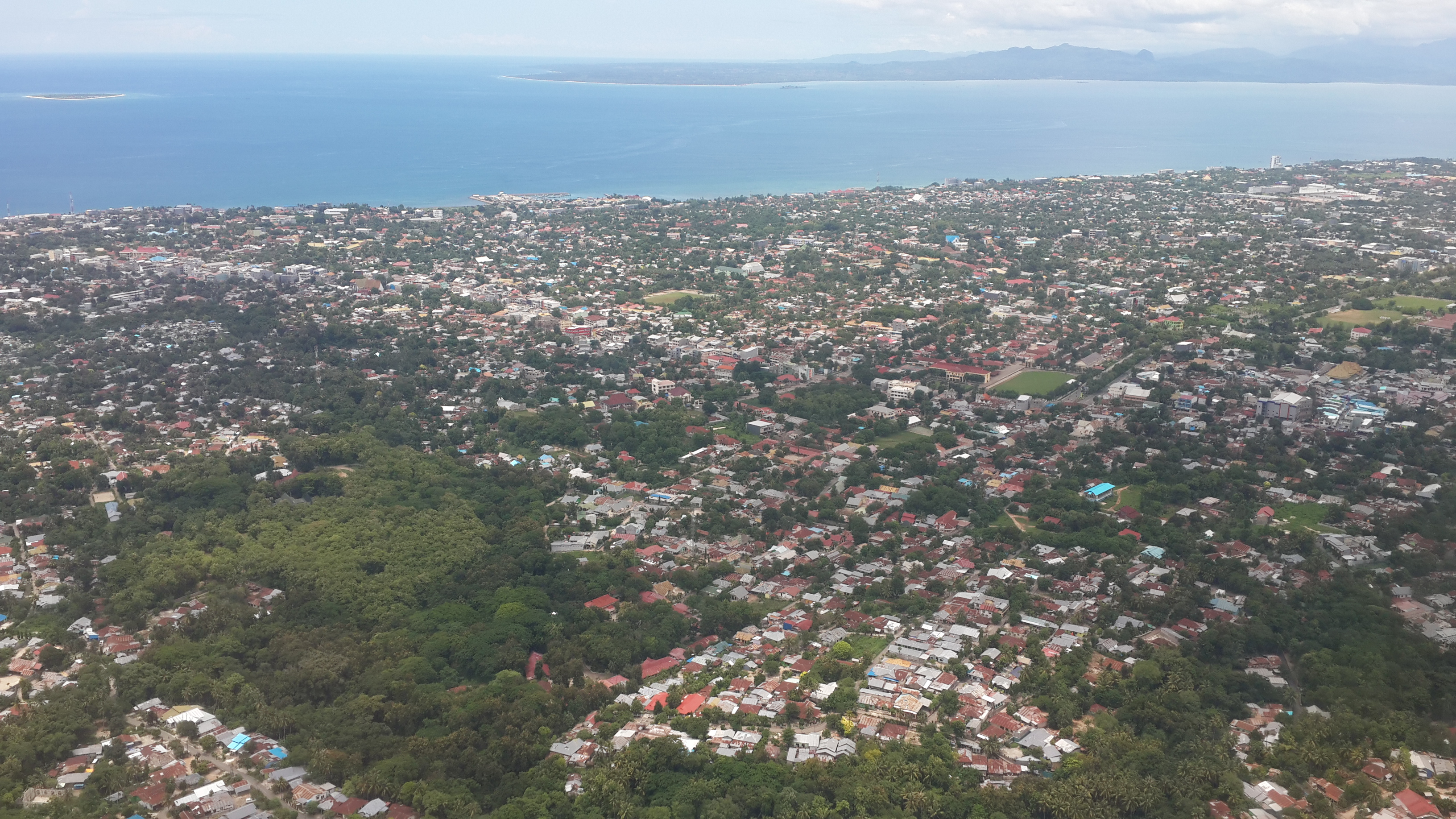
Luchtfoto van Kupang en met zicht op de Baai van Kupang.
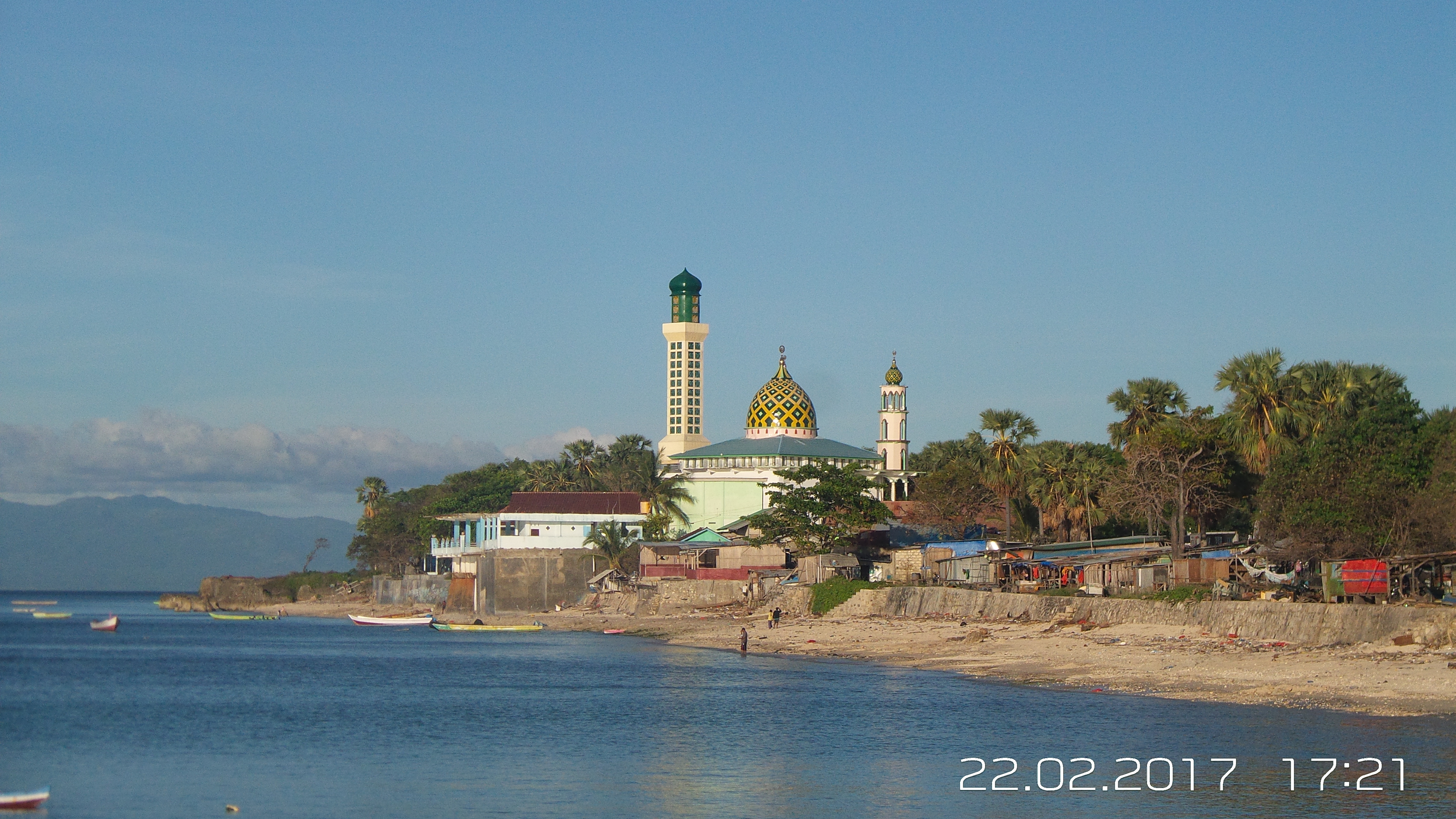
Moskee gelegen aan de kust van Stad Kupang, 2017.
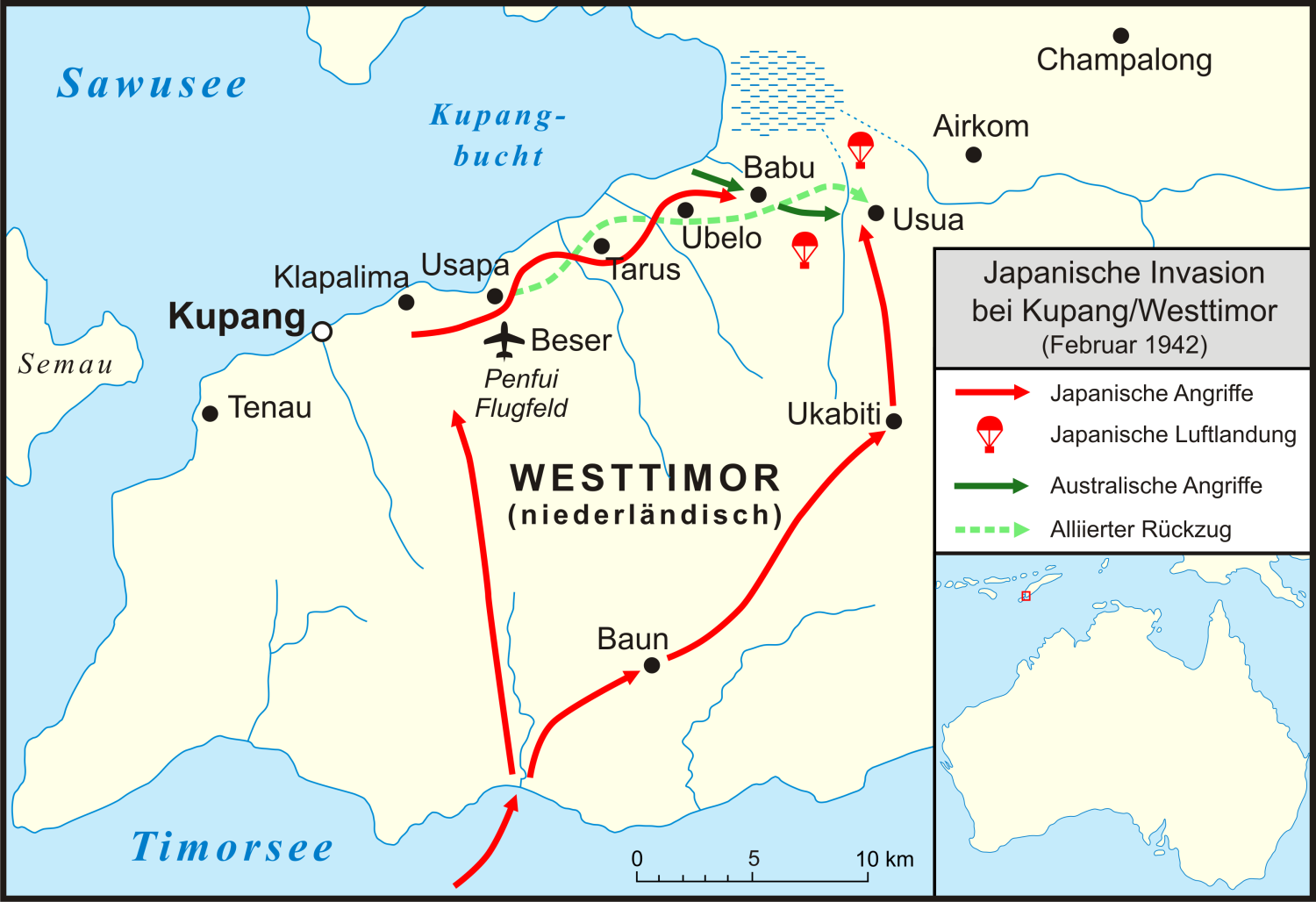
Kaart van de Japanse invasie bij Kupang in 1942.
Zendelingen te paard rond 1930, vermoedelijk op Timor.

Stadsgemeente: Kupang

Regentschappen: Alor · Belu · Centraal-Sumba · Ende · Kupang · Lomblen  · Malaka · Manggarai · Ngada · Noord-Centraal Timor · Oost-Flores · Oost-Sumba · Rote Ndao · Sabu Raijua · Sikka · West-Manggarai · West-Sumba · Zuid-Centraal Timor · Zuidwest-Sumba